# Sena storblommiga klematisar
Sena storblommiga klematisar (Clematis Sena Storblommiga Gruppen) är en grupp i familjen ranunkelväxter. Denna grupp innehåller sorter med blommor ca 10–20 cm i diameter. Dessa kan vara enkel- eller fylldblommiga. De fyllda bildas endast på årsskotten.